# ديتر شوه
ديتر شوه (بالألمانية: Dieter Schuh)‏ هو فقيه لغة ألماني، ولد في 1942 في Delme, Moselle ‏ في فرنسا.